# Jerusalem Embassy Act
Il Jerusalem Embassy Act of 1995 (traducibile come Legge riguardante l'ambasciata di Gerusalemme del 1995), JEA o formalmente An act to provide for the relocation of the United States Embassy in Israel to Jerusalem, and for other purposes (Una legge per provvedere alla ricollocazione dell'ambasciata degli Stati Uniti in Israele a Gerusalemme, e per altri scopi) è una legge di diritto pubblico statunitense approvata dal 104º Congresso degli Stati Uniti d'America il 23 ottobre 1995 con voti 93-5 al Senato e 374–37 alla Camera dei rappresentanti. Il JEA è diventato legge senza la firma del presidente degli Stati Uniti l'8 novembre 1995.
Il JEA riconosce Gerusalemme capitale dello stato di Israele e richiede che Gerusalemme rimanga una città indivisa. Il suo scopo era di mettere da parte dei fondi per il trasferimento dell'Ambasciata degli Stati Uniti in Israele da Tel Aviv a Gerusalemme entro il 31 maggio 1999. La capitale dichiarata di Israele è Gerusalemme, ma questo non è riconosciuto a livello internazionale, in attesa dei colloqui sullo status finale del conflitto israelo-palestinese e dei relativi negoziati di pace.
Nonostante ciò, la legge ha dato al presidente degli USA in carica la possibilità di rimandare di sei mesi l'applicazione di tale legge per motivi di "sicurezza nazionale". Il rimando è stato più volte invocato dai presidenti Clinton, Bush e Obama. Il presidente Donald Trump ha firmato la rinuncia a trasferire l'ambasciata nel giugno 2017. Il 5 giugno 2017, il Senato degli Stati Uniti ha approvato all'unanimità una risoluzione per commemorare il 50º anniversario della riunificazione di Gerusalemme. Il 6 dicembre 2017 Trump ha riconosciuto Gerusalemme come capitale israeliana, e ordinò la pianificazione del trasferimento dell'ambasciata. Tuttavia, in seguito all'annuncio, Trump ha firmato nuovamente una rinuncia al trasferimento dell'ambasciata, ritardandone l'applicazione, come previsto dalla legge di sei mesi. Legalmente, tuttavia, l'ambasciata degli Stati Uniti può essere spostata in qualsiasi momento.